# Хахопсе
Хахопсе — река в России, протекает в Краснодарском крае. Устье реки находится в 115 км от устья Пшехи по левому берегу. Длина реки — 14 км, площадь водосборного бассейна — 95,8 км².

## Данные водного реестра
По данным государственного водного реестра России относится к Кубанскому бассейновому округу, водохозяйственный участок реки — Белая. Речной бассейн реки — Кубань.
Код объекта в государственном водном реестре — 06020001112108100004793.